# NGC 1640
NGC 1640 (również PGC 15850) – galaktyka spiralna z poprzeczką (SBab), znajdująca się w gwiazdozbiorze Erydanu. Odkrył ją Ormond Stone 11 grudnia 1885 roku.
W galaktyce tej zaobserwowano supernową SN 1990aj.